# 全国短期大学受験案内
全国短期大学受験案内（ぜんこくたんきだいがくじゅけんあんない）とは、晶文社が発行している受験案内に関する図書である。概ね4月位に発行されている。

## 概要
47都道府県の私立、公立の短期大学（職業能力開発短期大学校含む）をすべて掲載。
短期大学のシステムについてや、短期大学の入試の行われ方について触れられており、AO入試、大学センター試験を利用する入試など多様化する入試制度を解説している。
その年の学科や専攻の特色から入試情報の詳細、入試難易ランキングなども掲載。